# Scopifera lycagusalis
Scopifera lycagusalis är en fjärilsart som beskrevs av Walker 1858. Scopifera lycagusalis ingår i släktet Scopifera och familjen nattflyn. Inga underarter finns listade.